# Lotofaga
Lotofaga (auch: Lotofago, Lotofanga) ist ein Ort an der Südostspitze von Upolu in Samoa. Der Ort gehört zum Wahlbezirk (electoral constituency, Faipule District) Lotofaga Electoral Constituency im Distrikt Atua. 2016 hatte er 622 Einwohner.

## Geographie
Lotofaga liegt an der Südostspitze der Insel, östlich von Matatufu/Leatupe und westlich von Vavau an der Main South Coast Road. Zwischen Lotofaga und Vavau liegen die Siedlungen Sasita und Etemuli und nur wenige hundert Meter östlich der Siedlung liegt der Naturpool To-Sua Ocean Trench.
Im Ort befindet sich die Kirche EFKS Matatufu sowie die Sagato Iosefo Catholic Church.

## Klima
Das Klima ist tropisch heiß, wird jedoch von ständig wehenden Winden gemäßigt. Ebenso wie die anderen Orte in Samoa wird Lotofaga gelegentlich von Zyklonen heimgesucht.

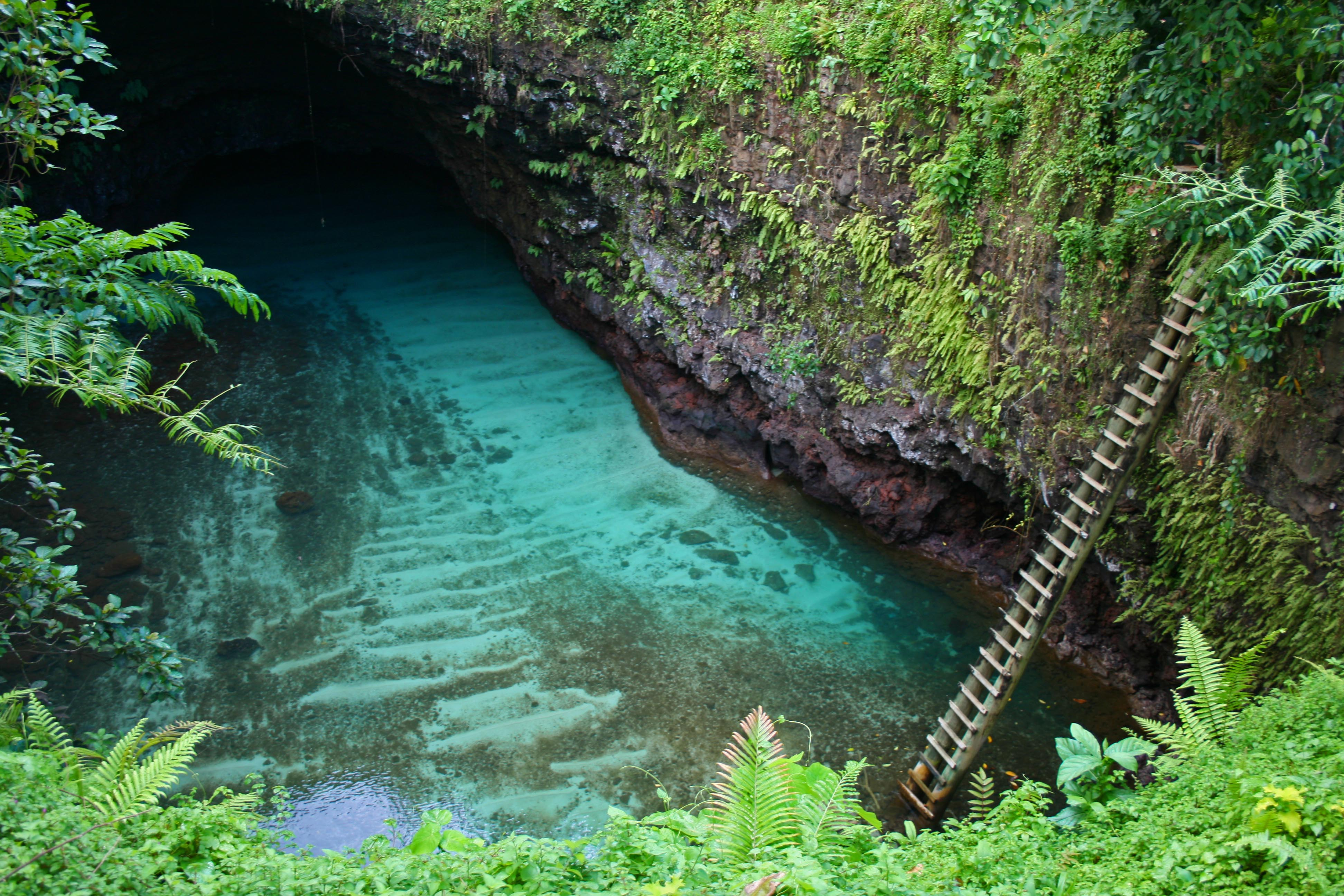
To Sua ocean trench, Lotofaga

## Persönlichkeiten
- Fiame Mata’afa Faumuina Mulinu’u II (* 5. August 1921; † 20. Mai 1975), erster Premierminister von Samoa, Häuptling, Mitglied des Parlaments seit 1957 (Lotofaga Electoral Constituency)[2]
- Laulu Fetauimalemau Mata’afa, Frau von Mata’afa Faumuina Mulinu’u, mit dem Häuptlingstitel Laulu. Seit dem Tod ihres Mannes 1975 engagierte sie sich in der Politik, wurde im selben Jahr als zweite Frau in Samoa ins Parlament gewählt.
- Fiame Naomi Mataʻafa (* 1957), Häuptling mit dem Titel „Fiame“ ihres Vaters, seit 2021 Premierministerin Samoas
- Kolio Etuale (* 1973), römisch-katholischer Geistlicher, Bischof von Samoa-Pago Pago

## Archäologie
In den 1960er Jahren haben Archäologen die frühe Besiedlung der pazifischen Inseln erforscht und dabei im Inland von Lotofaga in dem Gebiet von Tafagamanu Sand eine Siedlung entdeckt. Die Funde weisen auf eine Besiedlung vor ca. 800 Jahren hin. Tafagamanu Sand ist der geologische Name eines Strandes und von Strandablagerungen, die bis zu 2 m über dem Meeresspiegel aufgeschüttet sind.

## Sehenswürdigkeiten

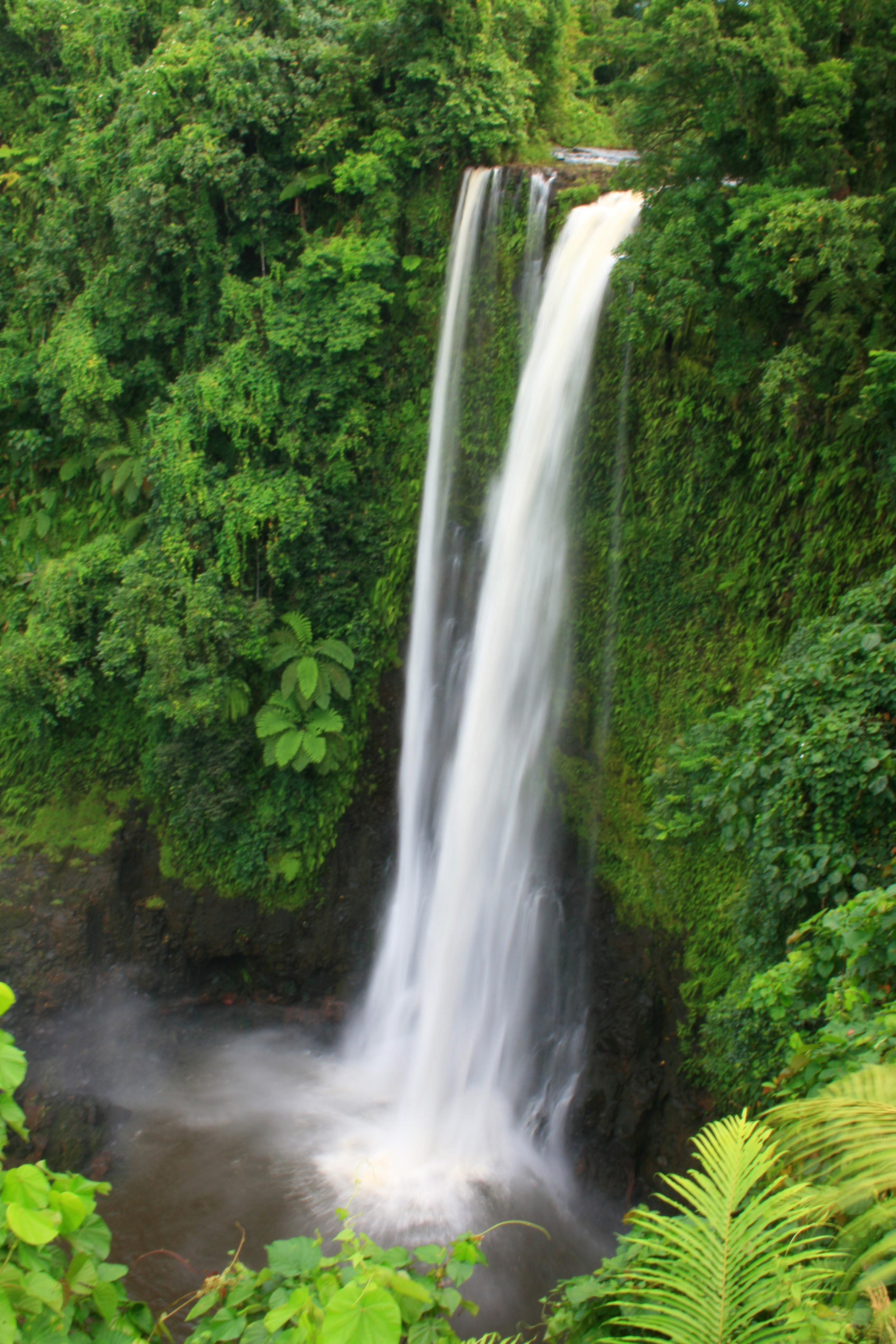
Fuipisia waterfall

Fuipisia Waterfall